# Brian Libby
Brian Libby (Stati Uniti d'America, 20 aprile 1949 – Stati Uniti d'America, 18 giugno 2021) è stato un attore statunitense.

## Carriera
Attore feticcio di Frank Darabont, è apparso in molti dei suoi film.
Fra i suoi vari lavori, Libby ha recitato da protagonista nel film del 1982 Terrore in città con Ron Silver e il noto attore Chuck Norris. 
Ha anche partecipato ai film Heat - La sfida e Nel centro del mirino e ad un episodio di Walker Texas Ranger.

## Filmografia

### Cinema
- Terrore in città (Silent Rage), regia di Michael Miller (1982)
- Coda del drago (Catch the Heat), regia di Joel Silberg (1987)
- La collina dell'onore (Platoon Leader), regia di Aaron Norris (1988)
- Nel centro del mirino (In the Line of Fire), regia di Wolfgang Petersen (1993)
- Le ali della libertà (The Shawshank Redemption), regia di Frank Darabont (1994)
- Heat - La sfida (Heat), regia di Michael Mann (1995)
- Air Force One, regia di Wolfgang Petersen (1997)
- Il miglio verde (The Green Mile), regia di Frank Darabont (1998)
- The Mist, regia di Frank Darabont (2007)

### Televisione
- Hazzard (The Dukes of Hazzard) – serie TV, 2 episodi (1980-1982)
- Ai confini dell'aldilà (Shades of L.A.) – serie TV (1990-1991)
- Strategia di una vendetta (Buried Alive), regia di Frank Darabont – film TV (1990)
- Morte apparente (Buried Alive II), regia di Tim Matheson – film TV (1997)
- Walker Texas Ranger – serie TV, 1 episodio (2000)